# 超級適居行星

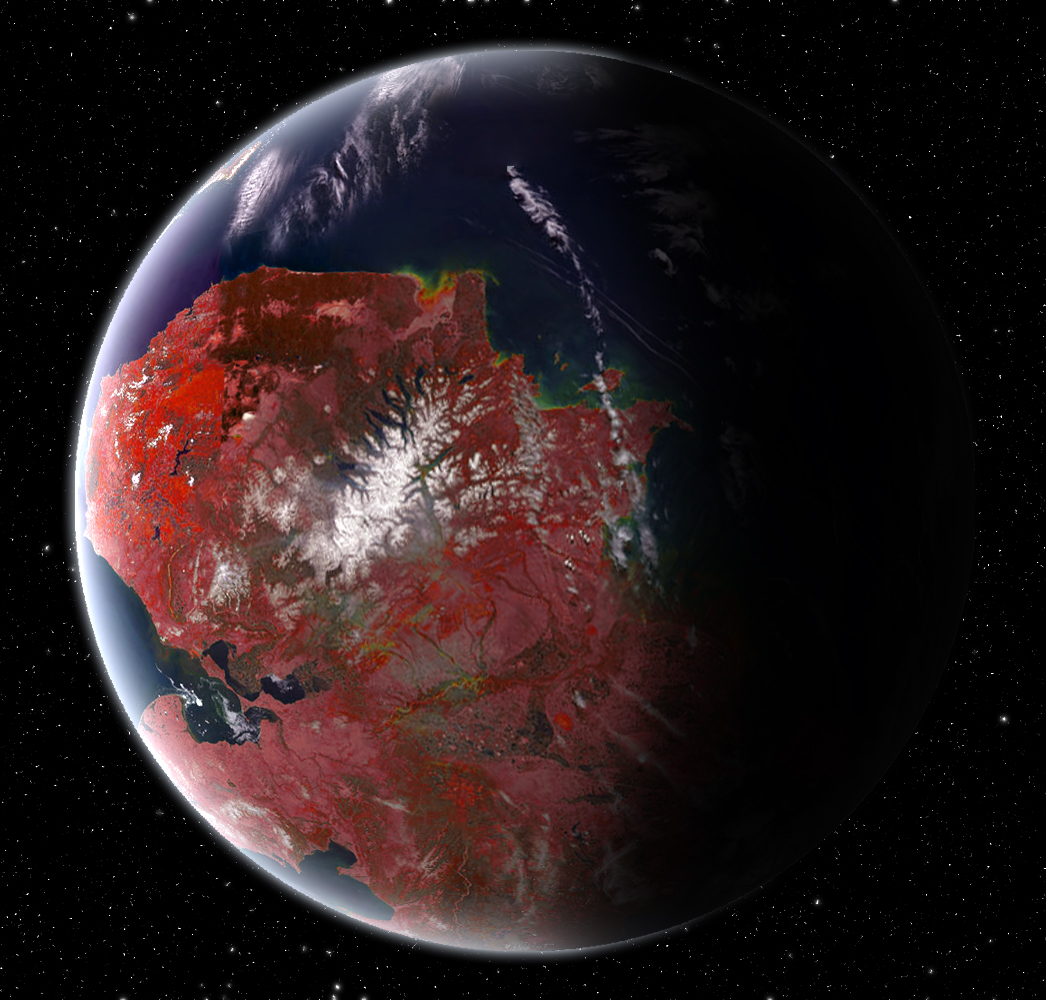
一顆可能的超級適居行星想像圖。紅色色調代表該行星植被。

超級適居行星（Superhabitable planet）是指比地球更適合生命起源與演化的一類假設存在的太陽系外行星或系外衛星。這項概念是在2014年由天文學家雷内·海勒（René Heller）與約翰·阿姆斯壯（John Armstrong）提出，並用以批評搜尋適居行星的現有模式；他們並提出澄清以表示適居帶的概念並不足以定義行星的適居性。海勒和阿姆斯壯表示目前仍不清楚地球應該為生命體提供的最合適物理化學的參數，因為有的行星「可能與地球並不相像，但提供比地球更適宜生命起源與演化的條件」。雖然他們仍然認定生命需要水，但假設地球並不能做為提供最佳生物多樣性的最佳行星適居性的代表。換句話說，他們假設一個超級適居天體是一個能維持比地球更多樣性植物相和動物相的類地行星或衛星，並根據經驗顯示這類天體的生态环境比地球更適合生命起源與演化。
海勒和阿姆斯壯還指出，並不是所有位於適居帶的類地行星都適合生命存在，而且潮汐加熱可使位於適居帶以外的類地行星或冰行星（類似表面被冰封的木衛二內部海洋）也適合生命存在。海勒和阿姆斯壯表示，為了確認行星的適居甚至超級適居性，必須建立以生物為中心，而非地球或人類中心的表徵概念。兩人建議根據行星系統中恆星的類型、質量和位置等特徵建立特定系外行星的狀態。根據兩人的研究，超級適居行星可能比地球更大、表面比地球更溫暖、比地球更古老，並且母恆星為橙矮星（即K型主序星）。

## 一般特徵
海勒和阿姆斯壯指出，將系外行星或系外衛星分類為超級適居天體需要以下一系列特徵：質量與體積部分需要至少2倍地球質量、而1.3倍地球半徑天體的體積為板塊構造的最佳條件。另外，這樣的天體將擁有更大的重力吸引力，讓行星在形成期間能保留更多氣體。因此，這類天體將擁有比地球更濃密的大氣層，可聚集更多氧和溫室氣體，從而使行星表面溫度提升到植物生長的最佳水準，大約298 K（25 °C）。更濃密的大氣層也可能影響行星表面地形，使其更加接近一致，並且海盆的範圍也將縮小，使淺海區海洋生物的多樣性更佳。
其他要考慮的因子包含了行星系統中母恆星的光譜類型。K型恆星的質量低於太陽，並且可在主序星階段停留極長時間（150至300億年；相較之下，屬於G型恆星的太陽在主序帶約100億年），這讓鄰近行星上有更多時間可以讓生命誕生與演化。一顆超級適居天體也需要長時間位於母恆星適居帶接近中央位置。

### 行星表面、體積與組成成分

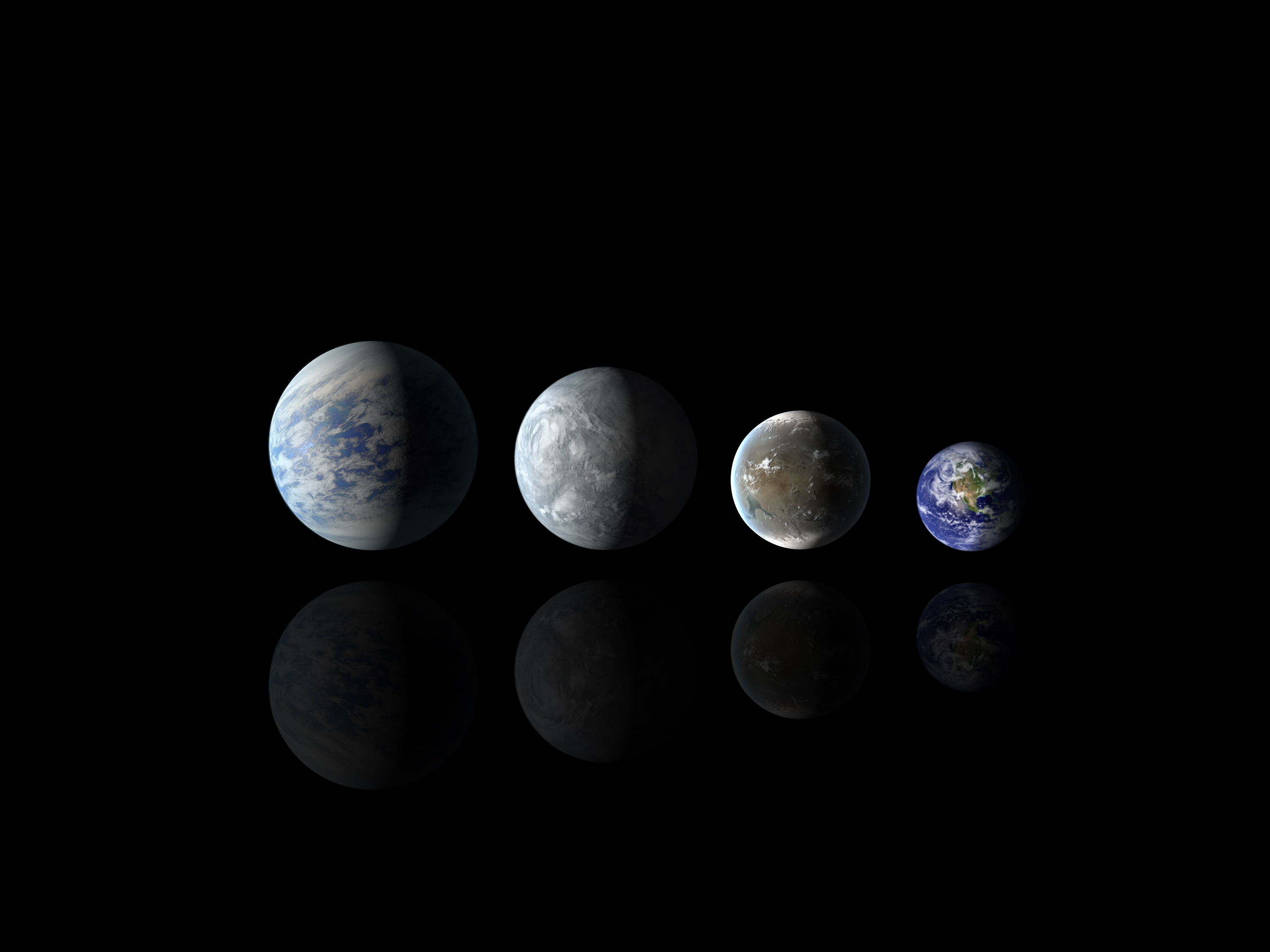
左起第二顆行星為半徑為1.6 R_{⊕}的潛在適居行星克卜勒62e，地球位於最右側。本圖天體半徑依照比例繪製。

一顆體積大於地球，或地勢比地球更複雜、表面比地球更大比例被液態水覆蓋的系外行星可能比地球更適合生命存在。由於行星的體積往往與其質量直接相關，質量越大，天體的重力也越強，通常可產生比地球更濃密的大氣層。
部分研究指出，在1.6 R⊕這個天然上限以下的行星幾乎都是主要由鐵、岩石、水組成的類地行星 。一般來說，質量小於6 M⊕的天體其組成成分很可能與地球相近。超過6倍地球質量的行星，其密度會隨著體積增加而下降，形成的行星將是「水世界」、甚至是氣態巨行星。此外，大多數超級地球的高質量可能造成其表面缺乏板塊構造。  因此，天文學家認為密度接近地球，並且半徑小於1.6 R⊕的系外行星可能適合生命生存。然而，其他研究認為海洋行星對應傳統行星分類的迷你海王星和類地行星的過渡階段，特別是它們的母恆星如果是紅矮星或橙矮星。雖然海洋行星可能適合生命生存，其表面海洋的平均深度與缺乏陸地的狀態可能不符合海勒和阿姆斯壯定義的超級適居天體。從地質學角度來看，一顆行星最適合生命存在的質量為2 M⊕，因此在密度與地球接近相等的條件下，其半徑大約為1.2至1.3 R⊕。
海洋的平均深度也會影響行星的適居性。考慮到吸收的光與熱能，淺海區域通常更加適合水生生物生存，因此海洋平均深度較淺的系外行星較適合生命存在。較巨大的系外行星通常傾向擁有較規則強度分布的表面重力，這可能意味著深度更淺、更適合生命生存的海盆。

### 地質
板塊構造結合行星上大量的水體可以使大氣層保持大量的二氧化碳（CO2），這個過程似乎在擁有活躍地質活動且自轉速度較快的類地行星很常見。行星體的質量越大，行星內部的熱能產生時間就越長，而這是板塊構造的一個主要因素。然而，因為地函壓力和黏度增加，過大的質量也會使板塊構造的運動速度下降，使岩石圈的流動受到阻礙。研究顯示，行星體質量在1到5 M⊕之間時，板塊運動會達到頂峰，而最佳質量大約2 M⊕。
如果地質活動的強度不足，無法產生使行星表面溫度上升到水的冰點以上的足夠溫室氣體，那行星就可能會處於永久的大冰期，除非該過程被潮汐加熱等強烈的行星內部熱源或恆星照射抵消。

### 磁層
行星另一個有利生命起源的特徵是形成強度足以保護行星表面和大氣層抵禦宇宙線和恆星風的潛在天體，尤其是在紅矮星周圍的天體。質量較低和自轉緩慢，甚至受到潮汐鎖定的天體，其磁場強度較低甚至無全球性磁場。而這樣的天體其大氣層會隨著時間藉著流體動力散逸而大部分流失，尤其是氫的明顯損失。

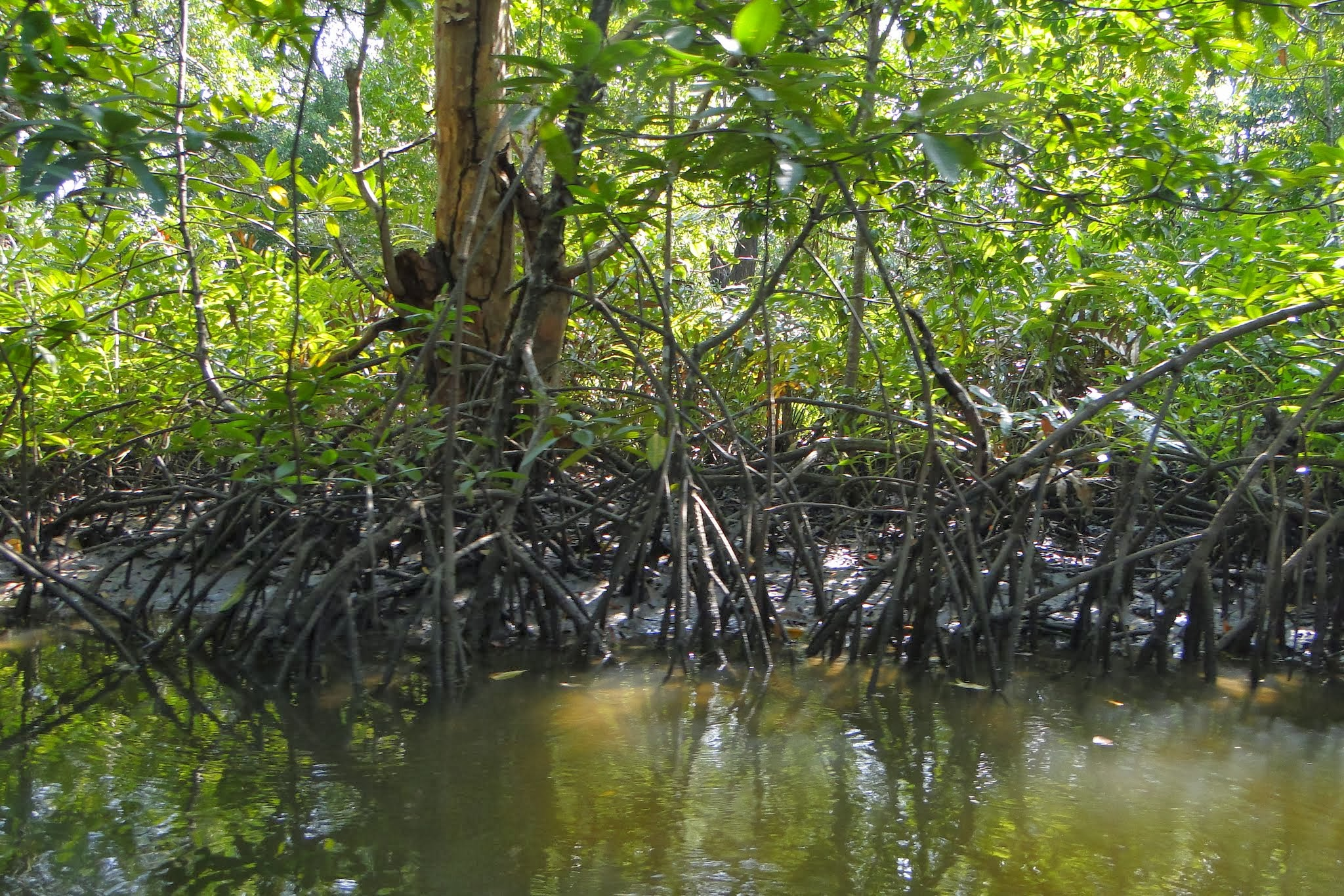
溫暖和潮濕的類地系外行星表面氣候可能類似地球熱帶地區。本圖為位於柬埔寨的紅樹林。

### 溫度與氣候
儘管地球上的生物多樣性在地球的溫暖時期變得更明顯，但是類地球生命體的最佳生存溫度目前不明。因此，表面平均溫度稍高於地球的系外行星可能更適合生命存在。位於適居帶的系外行星如擁有大面積海洋，則海洋的溫度調節作用可使表面溫度維持在適中範圍。在這樣情形下，沙漠的面積將更加受到限制，並將出現棲息地豐富的沿海環境。
然而，研究顯示地球已經位於接近太陽系適居帶內部邊緣的位置，隨著主序星光度隨時間逐漸增加，該區域的長期適居性將被破壞，並且適居帶將向外推移，更加遠離母恆星。因此，超級適居系外行星的表面溫度比需比地球更溫暖，但和母恆星的距離必須大於日地距離，並且更接近該系統的適居帶中心位置。這樣的行星可產生比地球更濃密的大氣層或濃度更高的溫室氣體。

### 母恆星

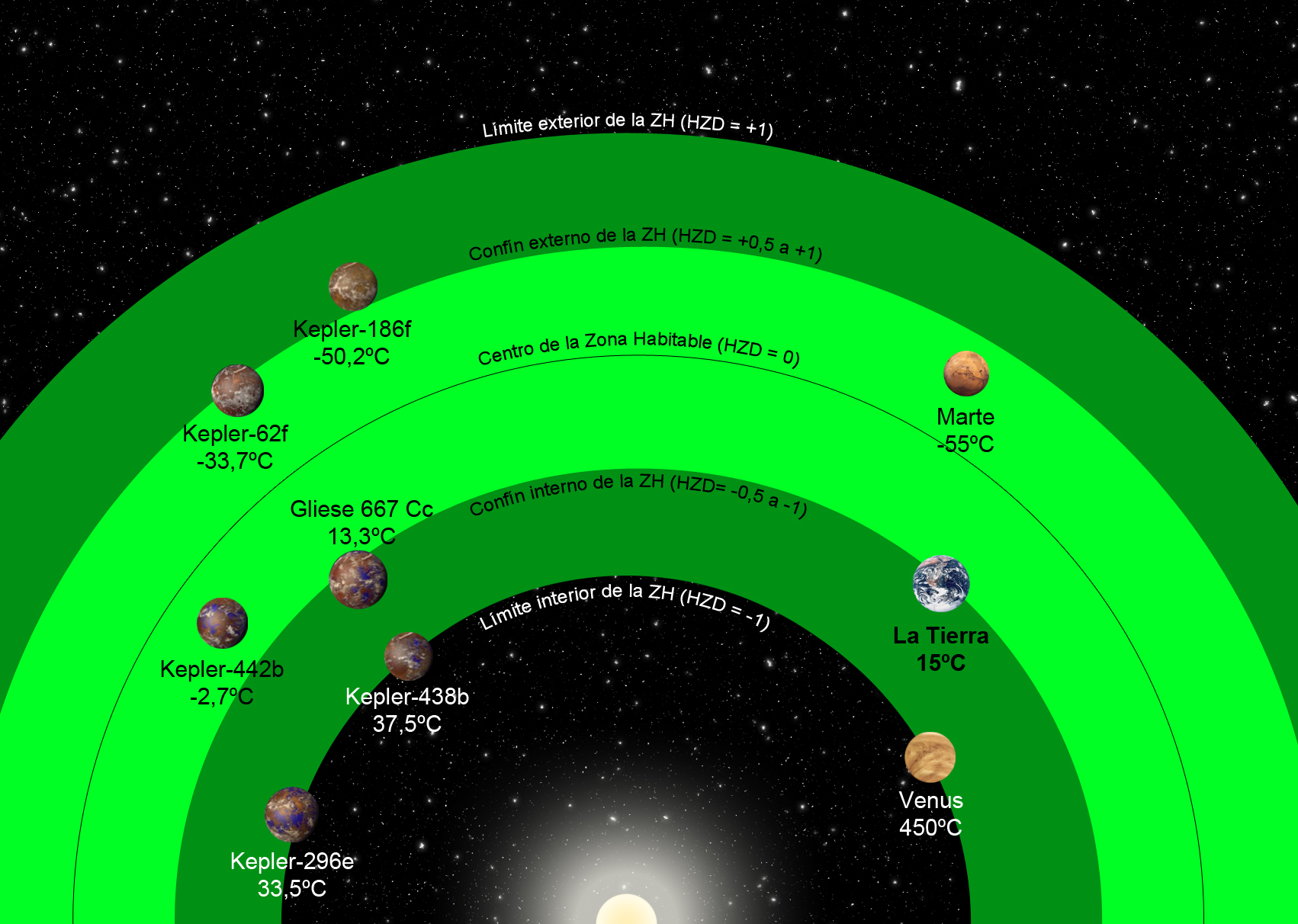
地球和一些與地球最相似，以及平均溫度與地球接近的行星在各自系統適居帶的相對位置。

恆星的類型很大程度上決定了行星系統的適居條件。質量最高的O、B與A型恆星壽命極短，將很快離開主序帶。此外，O和B型恆星的光致蒸發效應也讓其周圍難以吸积形成行星。
另一方面，低質量的紅矮星和橙矮星是至今宇宙中最常見且壽命最長的恆星，但這類恆星支持生命誕生與演化的潛力仍在研究中。這類恆星因光度較低，其適居帶區域也較小，並且經常暴露於紫外線輻射爆發中，尤其是在這些天體生命中的第一個十億年內。當一顆行星的軌道半徑太短時，行星會被母恆星潮汐鎖定，將永遠以同一個半球面對母恆星，即「晝半球」。即使生命可能在這樣的系統中存在，任何紅矮星周圍的系外行星並不被認為是超級適居天體。
忽略前述兩類極端狀態恆星，K型恆星為生命提供了最佳的適居區域。K型恆星周圍可以讓行星形成，並且有很長預期壽命，以及不因過於靠近恆星而受到影響的穩定適居區域。此外，K型恆星夠高的輻射量可讓複雜生命體在無需臭氧層的大氣條件下生存。K型恆星也是最穩定的一類恆星，並且周圍適居帶範圍在這類恆星生命期間並不會有太大移動，所以在K型恆星附近的類地行星體在母恆星幾乎整個主序星狀態期間也許都是適合生命生存的。

### 軌道運動與自轉

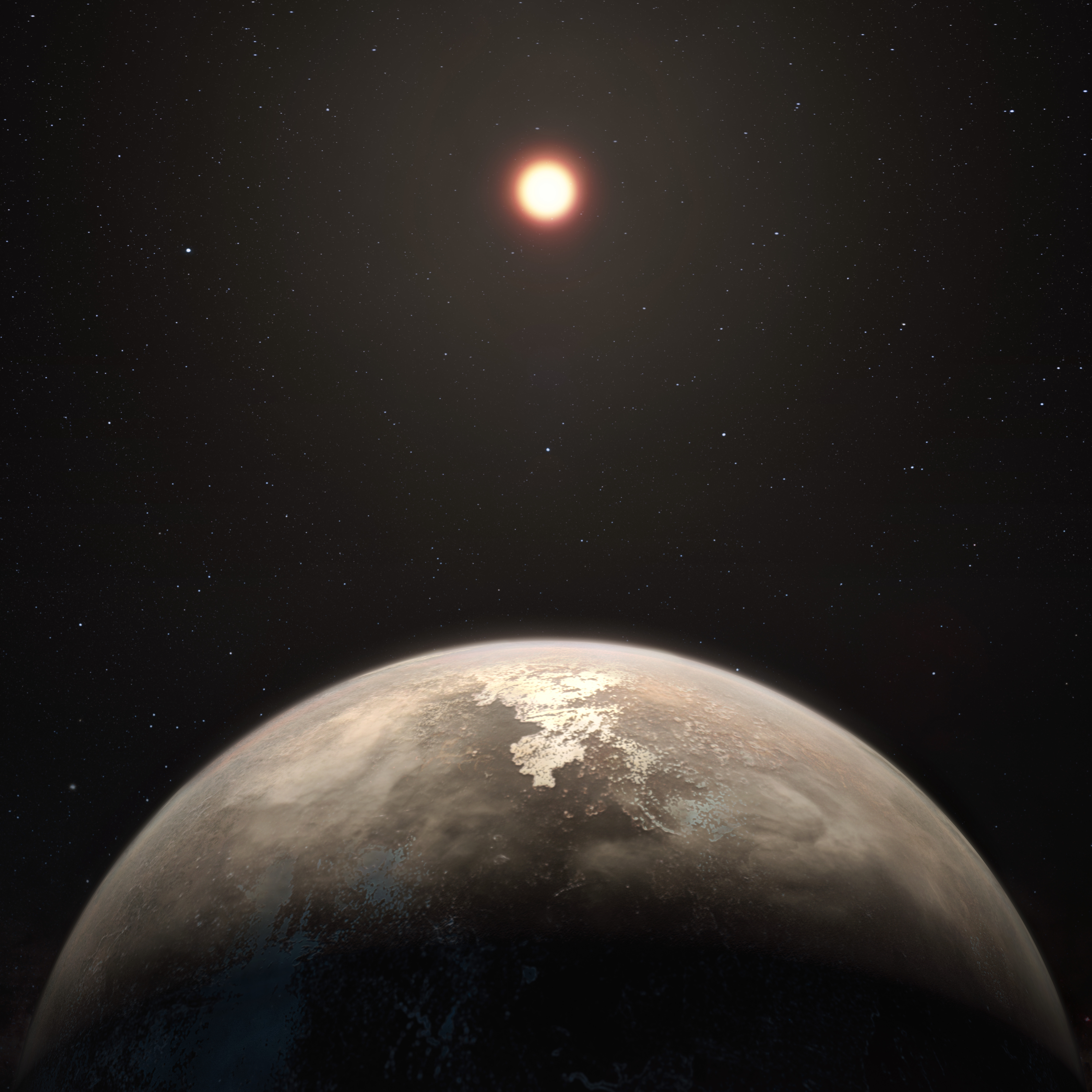
羅斯128b的想像圖，這顆行星可能的地球相似體之一。一些超級適居行星可能外觀與其相似，並可能與地球沒有重大差異。

相關領域專家至今尚未就適居系外型星的最佳自轉速度達成共識，但它不可太快或太慢。如自轉速度太慢可能會發生與天文學家在金星上觀察到的問題：金星自轉週期為243地球日，因此不能產生像地球一樣的磁場。
理想狀態下，超級適居天體的軌道應該在所屬行星系的適居帶中心位置。

### 大氣層
現在沒有可靠的論證來解釋地球的大氣層是否擁有維持生命的最佳組成。在地球歷史上，煤首次形成期間的地球大氣層中氧氣（O
2）含量高達35%，並與生物多樣性最豐富的時期吻合。所以，假設大氣層中大量的氧氣對於系外行星上複雜生命體的形成至關重要，相對於大氣層整體的氧氣百分比似乎限制了行星實現最佳的適居性和充足的生物多樣性的上限體積。
此外，大氣層密度在質量較地球高的行星上也要更高，這加強了超級地球可以提供超級適居條件的假設。

### 年齡

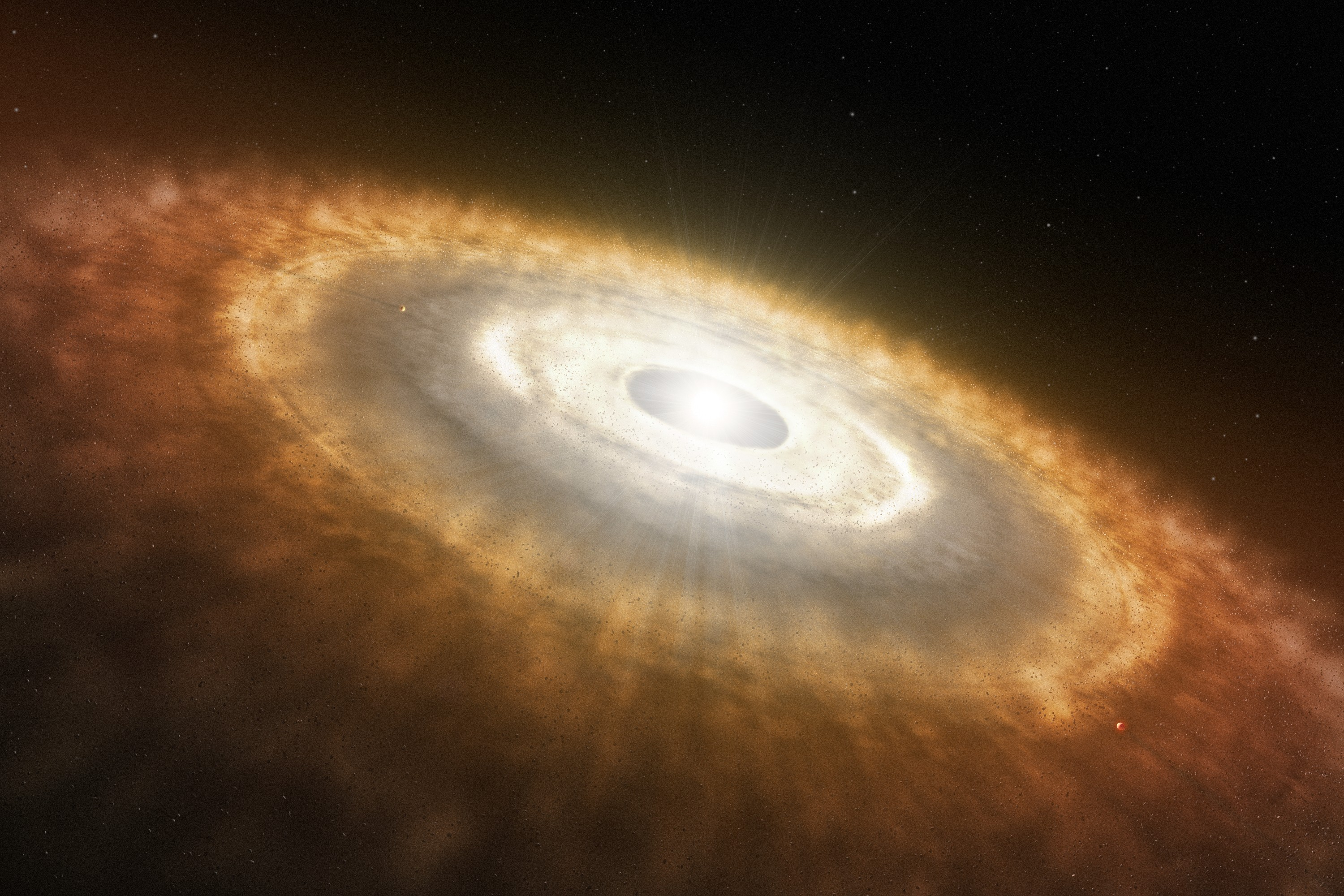
宇宙中第一批形成的恆星是無金屬的恆星，可能讓行星在當時無法形成。

在生物學背景下，較地球古老的行星可能有更多的生物多樣性，這是因為行星上的物種有更多的時間演化、適應與穩定環境條件以維持適合該星球上生命體後代的生活環境。
然而，天文學家在之前多年來一般認為，較年老恆星系統因為低金屬量，應該顯現較少的行星形成，因此這樣的古老行星在較早期宇宙中較少。但宇宙中的金屬量在宇宙形成之後一直逐漸上升。第一批被發現的系外行星大多數是與母恆星極為接近的氣態巨行星，即「熱木星」，這顯示行星在低金屬量的恆星系統中是少見的，這使第一批類地行星出現的時間限制受到懷疑。稍後，在2012年時，克卜勒太空望遠鏡的觀測資料讓專家發現，熱木星的形成比先前預期更多地受到恆星系統金屬量的限制，並且類地行星在某種程度上會在比太陽金屬量低得多的恆星周圍形成。現在一般認為第一批地球質量天體在70至120億年前形成。鑑於橙矮星（K型光譜）與太陽（G型光譜）相比之下穩定性更高，預期壽命更長。超級適居行星因此可能在K型恆星周圍出現，這樣的行星其軌道位於母恆星適居帶內，並可能提供比地球更長時間、更穩定和更適合生命的環境。

## 總結

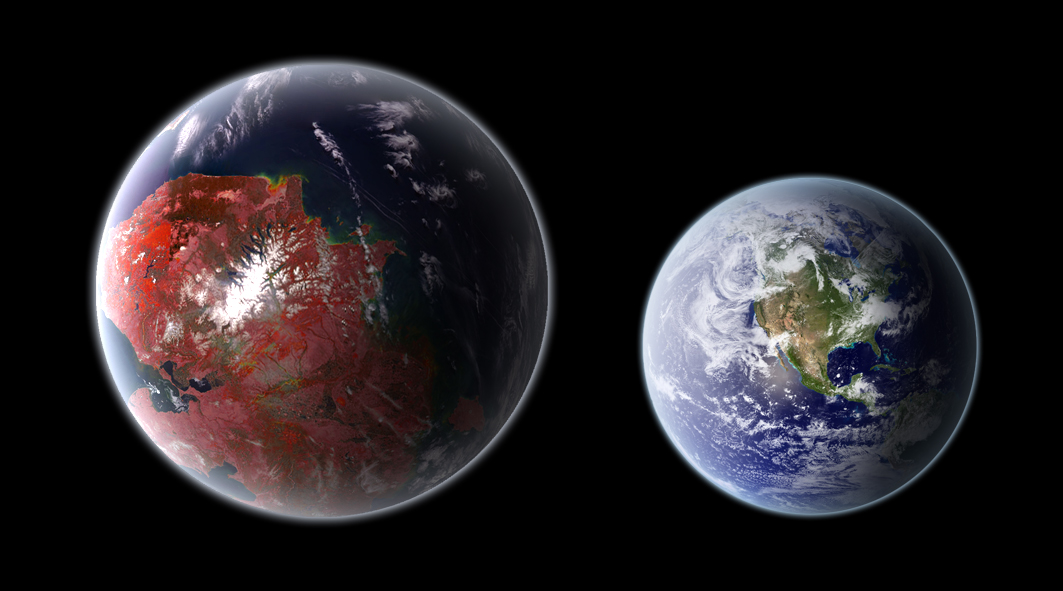
克卜勒442b（左，1.34 R_{⊕}）的想像圖，以及和地球（右）的體積比較。

儘管缺乏可用資訊，以上所述超級適居行星的假設可以總結為以下初步狀況，儘管目前沒有科學共識：
- 質量：大約2 M⊕。
- 半徑：為了維持與地球相近的密度，半徑應該要在1.2到1.3 R⊕。
- 海洋：海洋覆蓋於行星表面百分比必須要與地球相近，但必須比地球更加分散於表面各處，並且沒有大面積大陸陸塊。海洋深度必須要淺，使光線在海洋中穿透時更容易使海中動物群和植物群吸收，刺激海洋中的生物群使演化更豐富。
- 距離：要比地球更接近適居帶中心。
- 溫度：表面平均溫度大約298 K（25 °C）[12]。
- 恆星與其年齡：比太陽年齡（45億年）更老，但低於70億年的中等K型恆星。
- 大氣層：密度比地球大氣層更高，且氧氣含量要高於地球。可使生命體體積更大、種類更豐富。

目前沒有證據顯示發現了符合以上所有要求的系外行星。在2015年7月23日系外行星資料庫更新後，最接近以上要求的天體是克卜勒442b。它的母恆星為橙矮星、半徑1.34 R⊕、質量2.34 M⊕，但表面溫度估計值為270.35 K（−2.80 °C）。

### 外觀
一般來說，超級適居行星的外觀應該與地球非常相似。從前述列出條件顯示這類行星與地球最主要的差別在於質量。因為超級適居行星表面不同區域之間的熱量差異極小，其密度比地球更高的大氣層可能會讓冰層無法形成。而且這類行星的雲量較高，雨量充沛。
由於空氣密度、降水量、表面溫度和恆星輻射通量都較地球高，超級適居行星的植被可能與地球極為不同。因為光源來自K型恆星，植被的顏色可能不會是綠色。而在太空中可見到超級適居行星的植被覆蓋區域超過地球 。
一般來說，超級適居行星的氣候將是溫暖、潮濕與均衡的，並且擁有氣候穩定的陸地區域使生命能在整個行星表面擴張，而不會出現明顯的數量分布差異。這與地球表面的冰川、沙漠等荒涼區域呈明顯對比。如果行星大氣層中有足夠的氧分子，即使沒有太空裝的保護，只要大氣層中沒有過量有毒氣體，人類在這類行星上也可以存活。不過人類在這樣的行星上需要適應比地球更高的重力，例如要增加肌肉和骨質密度等等。

## 數量
海勒和阿姆斯壯推測超級適居行星數量可能遠超過地球相似體：主序帶上低質量恆星的數量遠多於大質量明亮恆星，所以橙矮星的數量多於類太陽恆星 。天文學家估計銀河系中9%的恆星為K型恆星。
另一個超級適居行星比地球相似體更佔優勢的地方在於，和後者不同的是，超級適居行星大多數必要條件是可以自發性地形成並擁有比地球更高的質量的共同條件達成。這類質量接近2或3 M⊕的行星體應該會擁有持續運動時間更久的板塊構造，並且表面積大於地球。同樣，由於重力在行星地殼的作用，這類行星的海洋可能更淺，重力場可能更強，大氣層密度更高。
相較之下，地球質量的行星體在這方面可能擁有更寬鬆的條件。例如這類行星可能在短時間內存在活動中的板塊構造，因此最終的大氣層密度可能低於地球，增加冰層發展至覆蓋整個行星表面的可能性，甚至永久性的雪球地球情景。大氣層密度下降的另一個負面影響可經由熱震盪呈現，這可能導致全球氣候大幅變化，並增加災難性事件發生的機會。此外，擁有較弱磁層的行星可能更容易經由流體動力散逸失去大氣層中的氫，最終變成沙漠行星 。任何前述例子都可能讓行星表面無法誕生生命。無論如何，將位於類太陽恆星適居帶區域內的地球質量天體轉變成不適合生命起源與演化行星的眾多事件較不太可能發生於滿足超級適居天體基本條件的行星上，因此超級適居行星可能較適合生命的地球相似體常見。